# Leonid Keldysh
Leonid Veniamínovich Keldysh (en ruso: Леонид Вениаминович Келдыш; 7 de abril de 1931 - 11 de noviembre de 2016) fue un físico soviético y ruso. Keldysh fue profesor en la división IE Tamm Theory del Instituto de Física Lebedev de la Academia de Ciencias de Rusia en Moscú y miembro del cuerpo docente de la Universidad Texas A&M. Es conocido por desarrollar el formalismo de Keldysh,  un poderoso marco de teoría cuántica de campos diseñado para describir un sistema en estado de no equilibrio, así como por la teoría de los aisladores excitónicos (modelo de Keldysh-Kopaev, con Yuri Kopaev).  Los premios de Keldysh incluyen el Rusnanoprize 2009, un premio internacional de nanotecnología, por su trabajo relacionado con la epitaxia de haces moleculares,  la Medalla en Memoria de Evgenii Feinberg 2011 y la Gran Medalla de Oro Lomonosov de la Academia de Ciencias de Rusia 2015. 
Keldysh era hijo de la matemática Lyudmila Keldysh. Su tío, Mstislav Keldysh, era matemático y presidente de la Academia de Ciencias de la Unión Soviética. Sergei Novikov, matemático y medallista Fields, es su hermanastro. 